# Locomotiva Thomas și prietenii săi - Sezonul 12
Locomotiva Thomas și prietenii săi este o serie de televiziune bazată pe Seria Căilor Ferate scrisă de Wilbert Awdry, în care ne este prezentată viața unui grup de locomotive și vehicule cu trăsături umane, ce trăiesc pe Insula Sodor.
Acest articol se referă la Sezonul 12. A fost produs în anul 2008 de HIT Entertainment, iar animația a fost produsă de Nitrogen Studios Canada.
Acest sezon a fost prima producție "Thomas & Friends" care să folosească și animație computerizată CGI, produsă de Nitrogen Studios Canada Inc. Animația a contribuit doar la expresiile mișcătoare (fețele) ale personajelor, și la alte detalii, restul a fost filmat tot pe machetă.

## Difuzare în România
Acest sezon va fi difuzat pe postul TV JimJam, și va fi dublat în limba română.

## Sezonul 12
| #   | #  | Titlu Original                 | Titlu Română                    |
| --- | -- | ------------------------------ | ------------------------------- |
| 289 | 1  | Thomas and the Billboard       | Thomas și Panoul Publicitar     |
| 290 | 2  | Steady Eddie                   | Fermul Eddie                    |
| 291 | 3  | Rosie's Funfair Special        | Carnavalul Special al lui Rosie |
| 292 | 4  | Mountain Marvel                | Minunăția din Munți             |
| 293 | 5  | Henry Gets it Wrong            | Henry Înțelege Greșit           |
| 294 | 6  | Heave Ho Thomas!               | Thomas Trage Tare               |
| 295 | 7  | Toby's Special Surprise        | Surpriza Specială a lui Toby    |
| 296 | 8  | Excellent Emily                | Excelenta Emily                 |
| 297 | 9  | The Party Surprise             | Petrecerea Surpriză             |
| 298 | 10 | Saved You!                     | Te-am Salve!                    |
| 299 | 11 | Duncan and the Hot Air Balloon | Duncan și Balonul cu Aer Cald   |
| 300 | 12 | James Works it Out             | James O Scoale la Capăt         |
| 301 | 13 | Tram Trouble                   | Probleme cu Tramvaie            |
| 302 | 14 | Don't Go Back!                 | Nu Merge cu Spatele!            |
| 303 | 15 | Gordon Takes a Shortcut        | Gordon O ia pe Scurtătură       |
| 304 | 16 | The Man in the Hills           | Omul Munților                   |
| 305 | 17 | Thomas Puts the Brakes On      | Thomas Pune Frână               |
| 306 | 18 | Percy and the Bandstand        | Percy și Orchestra              |
| 307 | 19 | Push Me, Pull You!             | Împinge-mă, te Trag!            |
| 308 | 20 | Best Friends                   | Cei Mai Buni Prieteni           |